# Gyrtona spilalis
Gyrtona spilalis är en fjärilsart som beskrevs av Walker 1863. Gyrtona spilalis ingår i släktet Gyrtona och familjen nattflyn. Inga underarter finns listade i Catalogue of Life.